# Leif Almaas

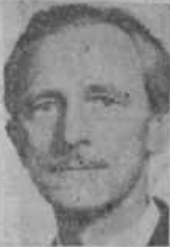
Leif Almaas

Leif Almaas, född 23 augusti 1903 i Trondheim, död 15 maj 1976 i Täby församling, Stockholms län, var en norsk-svensk arkitekt.
Almaas, som var son till Samuel Almaas och Oline Sjøvold, utexaminerades från Trondheims katedralskola 1924 och från Norges tekniske høgskole 1929. Han var anställd hos arkitekt Erik Högström 1936, hos arkitekterna Bengt Romare och Georg Scherman 1937–1939 och 1940–1941, hos arkitekt Curt Björklund 1939 och hos professor Erik Lallerstedt 1941. Han var anställd vid Marinförvaltningen, Kungliga krigsmaterielverket, Försvarets fabriksstyrelse och Fortifikationsförvaltningen 1941–1956 samt var chefsarkitekt på Landsbygdens Byggnadsförening från 1956 till pensioneringen 1969. Han bedrev egen arkitektverksamhet tillsammans med arkitekt Sture Elmén 1944–1955.